# Naiv. Super.
Naiv. super. är en roman skriven av den norske författaren Erlend Loe. Boken utkom 1996 och blev Loes stora genombrott. Boken handlar om vuxnas önskan att behålla "barnet inom sig", snarare än att göra "typiska vuxensaker".
Romanen ger en central bild av 1970-talisterna med sina stora problem under perioden 1990–1996, och betraktas som en kommentar till efterkrigsgenerationen (1945–1995) med betoning på social gemenskap och den handlingskraftiga "68-vänstern".
Boken är översatt till över 20 olika språk, däribland svenska, danska, engelska och tyska. Sommaren 2006 hamnade boken på 22:a plats i en serie, i den norska tidningen Dagbladet, om de 25 senaste årens 25 bästa romaner.

## Handling
Boken är skriven i jag-form, och handlar om den 25-årige huvudpersonens frustration över livet. Han har länge känt att världen är en hotfull och meningslös plats att tillbringa livet på, och hela hans liv slås i spillror när han förlorar en krocketmatch mot sin bror under ett besök hos deras föräldrar. Han hoppar av universitetet, säljer de flesta av sina ägodelar och flyttar in i broderns lägenhet medan denne är bortrest. I gengäld ska han vidarebefordra alla fax som kommer till brodern till ett uppskrivet faxnummer. Han minns inte var brodern befinner sig, men tror att det kan vara Afrika. Så småningom får han reda på att brodern är i Amerika.
I lägenheten fördriver han tiden med att läsa och filosofera om tidens relativitet. Han skriver också listor över de saker han har och inte har. Han köper också en bultbräda från Brio och ser det som en slags terapi att banka på denna. Han saknar också en flickvän och funderar på varför han inte har en. Mitt i allt detta försöker han hitta sig själv och förstå världen.
I lekplatsen på gården bakom broderns lägenhet lär huvudpersonen känna Børre, en liten pojke som gillar hans cykel och bor i samma kvarter.